# Richard B. Ogilvie
Richard Buell Ogilvie, född 22 februari 1923 i Kansas City, Missouri, död 10 maj 1988 i Chicago, Illinois, var en amerikansk republikansk politiker. Han var guvernör i delstaten Illinois 1969–1973.
Ogilvie sårades i andra världskriget. Han avlade 1947 grundexamen vid Yale University och 1949 juristexamen vid Chicago-Kent College of Law. Han blev känd för sin kamp mot maffian som sheriff i Cook County 1963–1967.
Ogilvie besegrade ämbetsinnehavaren Samuel H. Shapiro i 1968 års guvernörsval i Illinois. Ogilvie kandiderade fyra år senare till omval men förlorade mot utmanaren Daniel Walker.
Ogilvies grav finns på Rosehill Cemetery i Chicago.